# 刘丹 (1909年)
刘丹（1909年—1989年），男，汉族，安徽合肥人，中华人民共和国教育管理专家、政治人物，曾任浙江大学副校长、党委书记、名誉校长，浙江省人大常委会副主任。